# 入船亭扇蔵 (3代目)
三代目 入船亭 扇蔵（いりふねてい せんぞう、1952年5月1日 - 1999年5月8日）は、落語家。本名∶広藤 郁夫。生前は落語協会所属。出囃子は『お七くずし』。

## 経歴
東京の生まれ、立教大学卒業後に職を転々。
1977年9月、九代目入船亭扇橋に入門し前座名扇ていを名乗る。
1981年9月、二ツ目昇進し入船亭扇太と改名。
1993年9月、古今亭菊寿、入船亭扇海、柳家喜多八、三遊亭若圓歌、柳家さん生、柳家はん治、全亭武生、古今亭志ん上と共に真打昇進し、三代目入船亭扇蔵を襲名。
1999年5月8日、47歳没。酒好きであった。
没後4年経った2003年、兄が生前の扇蔵の俳句と文章、扇橋と一門弟子による追悼文をまとめた遺文集『扇蔵落とし文』を制作、関係者に配布している。
三代目林家正楽の高座でのおなじみフレーズ「（紙を切っていて体が揺れるのは）…職業病です」が誕生したのは、三代目扇蔵にもらった仙台での仕事でのことだった。
三代目扇蔵没後四代目扇蔵の名前は兄弟子入船亭扇遊の惣領弟子が名乗った。また、三代目扇蔵の二ツ目名「入船亭扇太」も扇遊の弟子が名乗っている。

## 芸歴
- 1977年9月 - 九代目入船亭扇橋に入門、前座名は「扇てい」。
- 1981年9月 - 二ツ目昇進し、「扇太」と改名。
- 1993年9月 - 真打昇進、「三代目入船亭扇蔵」を襲名。

## 著書
- 『扇蔵落とし文』 三代目入船亭扇蔵（発行者：広藤明人） 2003年1月